# Mads Wille
Mads Michael Wille, född 10 november 1971 i Gentofte kommun utanför Köpenhamn i Danmark, är en dansk skådespelare.
Wille gick 1998 ut från skådespelarskolan vid Århus Teater. Han har spelat rollen som karaktären "Grev Ditmar" i den danska tv-serien Badhotellet. Han har även spelat "Claes" i den danska filmen Hvordan vi slipper af med de andre.